# 木田美千代
木田 美千代（きだ みちよ）は、大阪府出身の女性タレント。オフィスとんで所属。作曲家・キダ・タローの妻でもある。かつては夫のキダ・タローとともに昭和プロダクションに所属していた。

## 人物
元々はコーラスグループ「レモンレモンズ」のメンバーで、ヴォーカルレッスン指導役を担当していたキダに見初められて結婚した。一度は家事に専念したが、ABCテレビ『料理手帖』アシスタントをきっかけとしてタレント業に復帰した。
当初は夫であるキダ・タローに倣ってキダ美千代という芸名だったが、後にキダを本名である漢字の木田に変更して、現在も近畿のラジオ放送を中心に出演や講演活動を行う。

## 出演

### テレビ
- 料理手帖（朝日放送）
- ニュースワイド TODAY（読売テレビ）
- トナリnoとなり（関西テレビ）木曜日コメンテーター
- ワイドABCDE〜す（朝日放送）火曜日（隔週）
- 京唄子の何でも言うて!（サンテレビ）
- 情報ライブ ミヤネ屋（読売テレビ）「タロー・美千代の昭和ぶらぶら」

### ラジオ
- フレッシュ9時半!キダ・タローです（朝日放送ラジオ）
- 上沼恵美子のこころ晴天（朝日放送ラジオ）